# Letsile Tebogo
Letsile Tebogo (* 7. Juni 2003 in Kanye) ist ein botswanischer Leichtathlet, der sich auf den Sprint spezialisiert hat. Er ist der Inhaber des U20-Weltrekordes im 100-Meter-Lauf und hält den Afrikarekord über 200 Meter. 2024 wurde er in Paris Olympiasieger über 200 Meter und damit erster Afrikaner, der über diese Strecke eine olympische Goldmedaille gewinnen konnte.

## Sportliche Laufbahn
Im Februar 2021 stellte Letsile Tebogo in Gaborone mit 10,14 s einen neuen botswanischen Landesrekord im 100-Meter-Lauf auf und verbesserte damit die bisherige Bestmarke von Isaac Makwala aus dem Jahr 2014 um sechs Hundertstelsekunden. Anfang Mai startete er mit der botswanischen 4-mal-100-Meter-Staffel bei den World Athletics Relays im polnischen Chorzów und verpasste dort mit 39,55 s den Finaleinzug. Mitte August siegte er in 10,19 s über 100 Meter bei den U20-Weltmeisterschaften in Nairobi und verbesserte im Halbfinale den botswanischen Landesrekord auf 10,11 s. Über 200 Meter gewann er in 20,38 s die Silbermedaille. Am 30. April lief Tebogo in 9,96 Sekunden einen neuen U20-Weltrekord über 100 Meter. Tebogo ist somit der zweite Athlet aller Zeiten, der in der U20-Altersklasse unter 10 Sekunden über 100 Meter lief. Diese Zeit wurde bei genauerer Untersuchung aber nicht als Weltrekord anerkannt. Im Juni siegte er dann in windunterstützten 20,26 s über 200 Meter bei den Afrikameisterschaften in Port Louis und wurde mit der 4-mal-100-Meter-Staffel im Finale disqualifiziert. Im Juli erreichte er bei den Weltmeisterschaften in Eugene das Halbfinale über 100 Meter und schied dort mit 10,17 s aus. Daraufhin siegte er bei den U20-Weltmeisterschaften in Cali mit neuem U20-Weltrekord von 9,91 s über 100 Meter und gewann über 200 Meter in 19,96 s erneut die Silbermedaille.
2023 siegte er in 19,87 s über 200 Meter beim Botswana Golden Grand Prix sowie in 20,01 s bei der Athletissima. Zudem wurde er beim Meeting de Paris in 10,05 s Dritter über 100 Meter und gelangte beim Herculis mit 9,93 s auf Rang zwei. Im August erreichte er bei den Weltmeisterschaften in Budapest das Finale über 100 Meter und gewann dort mit neuem Landesrekord von 9,88 s die Silbermedaille hinter dem US-Amerikaner Noah Lyles. Zudem gewann er über 200 Meter in 19,81 s die Bronzemedaille hinter Lyles und dessen Landsmann Erriyon Knighton. Im Jahr darauf stellte er im Februar in Pretoria mit 30,69 s eine neue Weltbestleistung über 300 Meter auf und löste damit den Südafrikaner Wayde van Niekerk als Rekordhalter ab. Im Mai siegte er bei den World Athletics Relays in Nassau in 2:59,11 min über 4-mal 400 Meter und sicherte damit dem botswanischen Team einen Startplatz bei den Olympischen Spielen in Paris. Im Juni erreichte er bei den Afrikameisterschaften in Douala das Halbfinale über 100 Meter, ging dort aber nicht mehr an den Start. Zudem erreichte er mit der 4-mal-100-Meter-Staffel das Finale, ging aber auch dort nicht mehr an den Start. Anschließend siegte er in 19,87 s beim Herculis über 200 Meter und wurde beim London Athletics Meet in 9,88 s Dritter über 100 Meter. Im August belegte er bei den Olympischen Sommerspielen in Paris in 9,86 s im Finale den sechsten Platz über 100 Meter und siegte über 200 Meter mit neuem Afrikarekord von 19,46 s im Finale und setzten sich damit gegen die favorisierte Konkurrenz aus den Vereinigten Staaten durch. Zudem gewann er mit der 4-mal-400-Meter-Staffel mit neuem Afrikarekord von 2:54,53 min gemeinsam mit Bayapo Ndori, Collen Kebinatshipi und Anthony Pesela die Silbermedaille hinter dem US-amerikanischen Team.

## Persönliche Bestzeiten
- 100 Meter: 9,86 s (+1,0 m/s), 4. August 2024 in Paris (botswanischer Rekord)
- 200 Meter: 19,46 s (+0,4 m/s), 8. August 2024 in Paris (Afrikarekord)
- 300 Meter: 30,69 s, 17. Februar 2024 in Pretoria (Weltbestleistung)
- 400 Meter: 44,29 s, 18. März 2024 in Pretoria